# بهشت بانوان
بهشت بانوان (انگلیسی: Au Bonheur des Dames) یازدهمین کتاب از مجموعهٔ بیست جلدی مشهور به روگن ماکار اثر امیل زولا نویسنده، روزنامه‌نگار و نمایش نامه نویس فرانسوی است که در سال ۱۸۸۳ به صورت پاورقی برای اولین بار در دورهٔ ژیل بلاس منتشر شد و پس از آن توسط انتشارات شارپنتیه به شکل کتاب چاپ گردید

## شرح کوتاهی از کتاب
این کتاب که گاهی از آن با نام‌های لذت خانم‌ها یا خانم‌ها بهشت هم یاد می‌شود، شرح نوآورانهٔ فروشگاه بزرگی است که در میانهٔ قرن نوزدهم بر پایهٔ تجمیع چند خرده فروشی شکل گرفته، مدل‌ها و الگوهای زولا به تعبیری شامل محصولاتی است که زیر یک سقف به فروش می‌رسند و جداگانه تثبیت شده‌اند، جزئیات بسیاری از جمله کسب و کار از طریق پست سفارشی و دریافت آن در کتاب شرح داده شده که زیر مجموعهٔ سیستمی تحت نظارت کمیسیونی به همین نام و بر پایهٔ محصولات خرده فروشی می‌باشد، این اثر زولا سرانجام و شرح تکمیلی کتاب قبلی مجموعه موسوم به دیگ دیزی است. تمرکز اصلی کتاب بر روی شخصیت اکتاو موره می‌باشد که در پایان کتاب قبلی، با بانویی بیوه به نام کارولینا هدوین، صاحب یک فروشگاه کوچک ابریشم فروشی ازدواج می‌کند. اکتاو کسب و کار کوچک را تبدیل به یک بنگاه خرده فروشی بین‌المللی می‌کند. فصل‌های آغازین کتاب شرح چگونگی گسترش یک بلوک از شهر می‌باشد. در سال ۱۸۸۳ برای اولین بار توسط اف. بلیمونت به انگلیسی ترجمه گردید و به دنبال آن چند ترجمهٔ مشهور دیگر هم انتشار یافت. به عنوان مثال، جان کالدر در سال ۱۹۵۷ ترجمهٔ آوریل فیتزلیون را چاپ و منتشر کرد. همین‌طور قابل دسترس‌ترین این ترجمه‌ها اقتباس برایان نلسون به سال ۱۹۹۵ با همان نام بهشت بانوان می‌باشد که برای مجموعهٔ کلاسیک آثار آکسفورد چاپ گردید. ترجمهٔ دیگر اثر مشهور به لذت بانوان می‌باشد که در سال ۲۰۰۲ توسط رابین باس توسط انتشارات پنگوئن منتشر گردید.